# Promachocrinus
Promachocrinus é um gênero de crinoides do tipo nadador livre, sem haste. Era considerado um gênero monotípico, sendo a única espécie do gênero Promachocrinus kerguelensis, até a descoberta de quatro novas espécies em 2023. Conhecidos por serem crinóides de águas frias, os membros do Promachocrinus são normalmente encontrados nos mares ao redor da Antártida e nos grupos de ilhas circundantes, inclusive sob o gelo marinho.

## Espécies
Até agosto de 2023, Existem cinco espécies conhecidas de Promachocrinus:
- Promachocrinus fragarius Emily L. McLaughlin, Nerida G. Wilson e Greg W. Rouse. 2023
- Promachocrinus kerguelensis , Carpenter 1879
- Promachocrinus unruhi Emily L. McLaughlin, Nerida G. Wilson e Greg W. Rouse. 2023
- Promachocrinus uskglassi Emily L. McLaughlin, Nerida G. Wilson e Greg W. Rouse. 2023
- Promachocrinus wattsorum Emily L. McLaughlin, Nerida G. Wilson e Greg W. Rouse. 2023